# Mylène Lazare
Mylène Lazare (Lagny-sur-Marne, 20 november 1987) is een Franse zwemster. Ze vertegenwoordigde haar vaderland op de Olympische Zomerspelen 2012 in Londen.

## Carrière
Bij haar internationale debuut, op de Europese kampioenschappen kortebaanzwemmen 2007 in Debrecen, strandde Lazare in de series van de 200 meter vrije slag. Op de Europese kampioenschappen zwemmen 2008 in Eindhoven werd Lazare uitgeschakeld in de halve finales van de 200 meter vrije slag en in de series van de 100 meter vrije slag, samen met Laure Manaudou, Coralie Balmy en Alena Popchanka veroverde ze de Europese titel op de 4x200 meter vrije slag.
Tijdens de Europese kampioenschappen zwemmen 2010 in Boedapest zwom Lazare samen met Ophélie-Cyrielle Etienne, Angela Tavernier en Coralie Balmy in de series van de 4x100 meter vrije slag, in de finale eindigden Etienne en Balmy samen met Camille Muffat en Aurore Mongel op de zevende plaats. Op de 4x100 meter wisselslag vormde ze samen met Alexandra Putra, Sophie de Ronchi en Mélanie Henique een team in de series, in de finale eindigden Putra en De Ronchi samen met Aurore Mongel en Camille Muffat op de zesde plaats. In Dubai nam Lazare deel aan de wereldkampioenschappen kortebaanzwemmen 2010, op dit toernooi sleepte ze samen met Camille Muffat, Coralie Balmy en Ophélie-Cyrielle Etienne de bronzen medaille in de wacht op de 4x200 meter vrije slag.
Op de Europese kampioenschappen zwemmen 2012 in Debrecen strandde Lazare in de halve finales van de 200 meter vrije slag en in de series van de 100 meter vrije slag. Tijdens de Olympische Zomerspelen van 2012 in Londen zwom de Française samen met Ophélie-Cyrielle Etienne, Margaux Farrell en Camille Muffat in de series, in de finale legden Etienne en Muffat samen met Charlotte Bonnet en Coralie Balmy beslag op de bronzen medaille. Voor haar aandeel in de series ontving Lazare eveneens de bronzen medaille. In Chartres nam Lazare deel aan de Europese kampioenschappen kortebaanzwemmen 2012, op dit toernooi werd ze uitgeschakeld in de series van de 100 meter vrije slag

## Internationale toernooien
| Jaar | Olympische Spelen                               | WK langebaan  | WK kortebaan      | EK langebaan                                                                                      | EK kortebaan          |
| ---- | ----------------------------------------------- | ------------- | ----------------- | ------------------------------------------------------------------------------------------------- | --------------------- |
| 2007 |                                                 | geen deelname |                   |                                                                                                   | 12e 200m vrije slag   |
| 2008 | geen deelname                                   |               | geen deelname     | 24e 100m vrije slag · 12e 200m vrije slag · 4x200m vrije slag                                     | geen deelname         |
| 2009 |                                                 | geen deelname |                   |                                                                                                   | geen deelname         |
| 2010 |                                                 |               | 4x200m vrije slag | 7e 4x100m vrije slag Lazare zwom enkel de series 6e 4x100m wisselslag Lazare zwom enkel de series | geen deelname         |
| 2011 |                                                 | geen deelname |                   |                                                                                                   | geen deelname         |
| 2012 | 4x200m vrije slag · Lazare zwom enkel de series |               | geen deelname     | 28e 100m vrije slag 9e 200m vrije slag                                                            | serie 100m vrije slag |

## Persoonlijke records
Bijgewerkt tot en met 4 december 2011
Kortebaan
| Afstand         | Tijd    | Datum            | Plaats |
| --------------- | ------- | ---------------- | ------ |
| 100m vrije slag | 54,36   | 4 december 2011  | Angers |
| 200m vrije slag | 1.56,51 | 8 december 2007  | Nîmes  |
| 400m vrije slag | 4.16,05 | 20 november 2005 | Sydney |

Langebaan
| Afstand         | Tijd    | Datum            | Plaats      |
| --------------- | ------- | ---------------- | ----------- |
| 100m vrije slag | 55,40   | 23 april 2009    | Montpellier |
| 200m vrije slag | 1.59,16 | 21 juli 2011     | Dublin      |
| 400m vrije slag | 4.14,58 | 24 november 2007 | Montpellier |